# Ferrovia Pireo-Atene-Platy
La ferrovia Pireo-Atene-Platy (in greco Σιδηροδρομική γραμμή Πειραιά - Πλατέος) è una linea ferroviaria lunga 471 chilometri, che collega la conurbazione Attica a nord della Grecia e il resto dell'Europa. Costituisce la sezione più lunga del collegamento ferroviario nonché più importante della Grecia, quella tra Atene e Salonicco. La sua estremità settentrionale è la stazione di Platy, posta sulla ferrovia Salonicco-Bitola. Nel sud, si collega alla ferrovia Atene Aeroporto-Kiato all'Acharnes Railway Centre. La linea attraversa Tebe, Katerini e Larissa, e offre collegamenti con altre diverse città (Chalcis, Lamia, Volos, Trikala) attraverso altre diramazioni. È gestita dalle Organismos Sidirodromon Ellados.

## Storia
Sebbene una linea ferroviaria da Atene a nord fosse stata progettata dal 1883, la prima tratta da Atene a Demerli (attuale stazione di Palaiofarsalos) non fu aperta fino al 1908. Le due diramazioni da Schimatari a Calcide e da Lamia a Stylida sono stati aperti anche nel 1908. Successivamente, la linea è stata estesa verso l'ex confine greco-turco a Papapouli, tra Larissa e Katerini. Finalmente nel maggio del 1916 fu aperta la parte rimanente da Papapouli a Platy sulla linea ferroviaria Salonicco-Bitola da Salonicco a Monastir (Bitola).
La ferrovia fu successivamente elettrificata a 25kV a corrente alternata nelle tratte tra Il Pireo-Tithorea e Domokos-Platy mentre il tratto Tithorea-Domokos è avvenuta tra il 2018 e il 2019.

## Percorso
|  |  | Unknown route-map component "exKBHFa" |

| Unknown route-map component "uKBHFa-L" | Unknown route-map component "KBHFa-R" | Unknown route-map component "exSTR" |

| Unknown route-map component "uCONTf" | Straight track | Unknown route-map component "exSTR" |

|  | Stop on track | Unknown route-map component "exSTR" |

|  | Unknown route-map component "HST-L" | Unknown route-map component "exHST-R" |

|  | Unknown route-map component "HST-L" | Unknown route-map component "exHST-R" |

|  | Straight track | Unknown route-map component "exBHF" |

|  | Station on track | Unknown route-map component "exSTR" |

|  | Straight track | Unknown route-map component "exCONTf" |

| Stop on track |

| Unknown route-map component "eHST" |

|  | Straight track | Continuation backward |

| Unknown route-map component "STR+l" | Tower station on bridge over transverse track | One way rightward |

| Continuation forward | Straight track |  |

| Stop on track |

| Stop on track |

| Stop on track |

| Stop on track |

| Unknown route-map component "eHST" |

| Stop on track |

| Unknown route-map component "eHST" |

| Stop on track |

| Stop on track |

| Stop on track |

| Station on track |

| Unknown route-map component "CONTgq" | Unknown route-map component "ABZgr" |  |

| Stop on track |

| Unknown route-map component "eHST" |

| Unknown route-map component "eHST" |

| Station on track |

| Stop on track |

| Unknown route-map component "eHST" |

| Unknown route-map component "eHST" |

| Stop on track |

| Unknown route-map component "eHST" |

| Stop on track |

| Unknown route-map component "eHST" |

| Unknown route-map component "eHST" |

| Stop on track |

| Unknown route-map component "eHST" |

| Stop on track |

| Stop on track |

| Stop on track |

| Unknown route-map component "eHST" |

| Unknown route-map component "eHST" |

| Unknown route-map component "eHST" |

| Unknown route-map component "eHST" |

| Unknown route-map component "eHST" |

| Unknown route-map component "eHST" |

| Unknown route-map component "CONTgq" | Unknown route-map component "ABZg+r" |  |

| Station on track |

| Unknown route-map component "eHST" |

| Unknown route-map component "eHST" |

| Unknown route-map component "eHST" |

| Unknown route-map component "eHST" |

| Stop on track |

| Unknown route-map component "eHST" |

| Unknown route-map component "eHST" |

| Unknown route-map component "eHST" |

| Unknown route-map component "eHST" |

| Unknown route-map component "eHST" |

| Stop on track |

| Unknown route-map component "eHST" |

| Station on track |

| Unknown route-map component "exCONTgq" | Unknown route-map component "eABZgr" |  |

|  | Unknown route-map component "ABZgl" | Unknown route-map component "CONTfq" |

| Unknown route-map component "eHST" |

| Unknown route-map component "eHST" |

| Unknown route-map component "eHST" |

| Unknown route-map component "eHST" |

| Unknown route-map component "eHST" |

| Unknown route-map component "eHST" |

| Station on track |

| Unknown route-map component "CONTgq" | Unknown route-map component "ABZgr" |  |

| Unknown route-map component "eHST" |

| Unknown route-map component "eHST" |

| Unknown route-map component "eHST" |

| Unknown route-map component "eHST" |

| Unknown route-map component "eHST" |

| Stop on track |

| Stop on track |

| Unknown route-map component "eHST" |

| Stop on track |

| Unknown route-map component "eHST" |

| Stop on track |

| Station on track |

| Stop on track |

| Stop on track |

|  | Junction both to and from left | Unknown route-map component "CONTfq" |

| Station on track |

| Continuation forward |